# Володино (Черняховский район)
Володино(до 1938 Harpenthal, до 1946 Harpental) — крохотная деревня в Черняховском городском округе Калининградской области расположенная в 1,8 км к северо-востоку от посёлка Свобода и в 9 км к юго-западу от административного центра города Черняховск.

## История
В 1910 году в деревне жило 34 жителя, после присоединения к СССР в 1945 году посёлок был заброшен. В 1946-1947гг мой дед поселился здесь, уже четвёртое поколение вырастает на этом хуторе.